# Cesare Ripa
Cesare Ripa Virgola (Perusa 1555 o 1560 - Roma 22 de gener de 1622 va ser un acadèmic i escriptor italià.

## Biografia
De jove entrà a la cort del cardenal Anton Maria Salviati, com «trinciante», o sigui per trinxar la carn de la taula del cardenal. El 30 de març de 1598 va rebre el prestigiós títol de l'Cavaliere de' Santi Mauritio et Lazaro conferit pel Papa Climent VIII. Va ser membre de l'Accademia degli Intronati de Siena, dedicada a l'estudi de les obres clàssiques i de les medalles antigues.
El 1593 va escriureIconologia overo Descrittione Dell'imagini Universali cavate dall'Antichità et da altri luoghi, publicada a Roma i dedicada al cardenal Salviati.

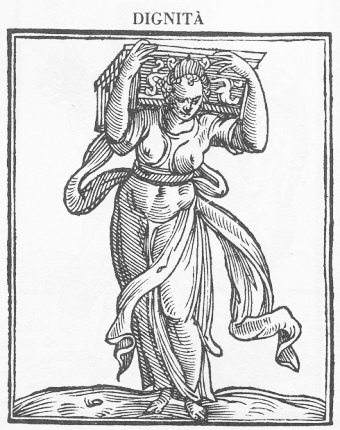
Al·legoria de la Dignitat

L'obra "necessaria à Poeti, Pittori, et Scultori, per rappresentare le virtù, vitij, affetti et passioni humane", és una enciclopèdia on descriu la personificació de conceptes abstractes, com la Pau, la Llibertat, l'Art, etc.
El 1613 es va reeditar a Siena, amb el títol Nuova Iconologia, dedicada a Filippo d'Averardo Salviati e con l'aggiunta di 200 nuove immagini dell'autore.
L'any 1992 es va publicar una edició comentada de la 'Iconologia. El 2006 es va tornar a imprimir l'edició romana del 1593.
La Iconologia de Ripa va ser el repertori o col·lecció d’al·legories més utilitzat pels artistes dels segles XVII i XVIII.